# Thermus aquaticus
Thermus aquaticus Brock & Freeze, 1969 è un batterio ipertermofilo isolato per la prima volta nelle pozze di acqua calda del parco nazionale di Yellowstone, negli Stati Uniti. È divenuto famoso nel campo della biologia molecolare dopo la sensazionale invenzione di Kary Mullis, la reazione a catena della polimerasi (PCR), che ha rivoluzionato il modo di fare ricerca in questo ed in molti altri settori e che portò l'eccentrico scienziato al Premio Nobel per la chimica nel 1993.
La sua notorietà è dovuta alle caratteristiche di estrema termostabilità di un suo enzima, la DNA polimerasi (commercialmente detta Taq polimerasi), componente fondamentale della miscela di reazione nell'amplificazione del DNA per mezzo della PCR (che richiede numerosi cicli di riscaldamento per favorire la denaturazione del DNA). Prima della sua scoperta, per effettuare l'amplificazione del DNA con tecniche di laboratorio, era necessario aggiungere nuovo enzima dopo ciascun ciclo di riscaldamento, favorendo così la possibilità di inquinamento del campione e non permettendo la completa automazione del processo.
Attualmente sono disponibili a fini di ricerca e di diagnostica delle DNA polimerasi ottenute da diversi microrganismi e alcune ricombinanti, con diverse caratteristiche in termini di processività e accuratezza.